# Departamentul Santa Bárbara, Honduras
Departamentul Santa Bárbara este unul dintre cele 18 departamente ale Hondurasului. Capitala departamentului este Santa Bárbara.
Departmentul acoperă o suprafață de 5.115 km² și, în 2005, avea o populație de 368.298 de persoane.

## Economie
Departamentul este cunoscut pentru exportul arborilor de mahon și cedru.

## Municipalități
1. Arada
2. Atima
3. Azacualpa
4. Ceguaca
5. Chinda
6. Concepción del Norte
7. Concepción del Sur
8. El Nispero
9. Gualala
10. Ilama
11. Las Vegas
12. Macuelizo
13. Naranjito
14. Nueva Frontera
15. Nuevo Celilac
16. Petoa
17. Protección
18. Quimistán
19. San Francisco de Ojuera
20. San José de Colinas
21. San Luis
22. San Marcos
23. San Nicolás
24. San Pedro Zacapa
25. Santa Bárbara
26. Santa Rita
27. San Vicente Centenario
28. Trinidad